# Amélie au pays des Bodin's
Série
Mariage chez les Bodin's (2008) Les Bodin's en Thaïlande (2021) 
Pour plus de détails, voir Fiche technique et Distribution.
Amélie au pays des Bodin's est une comédie d'Éric Le Roch sortie en 2010. Elle est la suite de Mariage chez les Bodin's (2008) et reprend les personnages de Maria et Christian Bodin créés par Vincent Dubois et Jean-Christian Fraiscinet dans leurs spectacles.

## Synopsis
Amélie aurait pu naître dans un château, avec un papa qui deviendrait Président de la République. Mais Claudine, la jeune épouse de Christian Bodin, accouche dans les champs, au milieu des abeilles. C'est le début de grands bouleversements à la ferme, parce que la Maria, 87 ans et toute sa dent, n'aime pas qu'on lui perturbe sa vie, comme ça. En plus, il faut échapper à un promoteur immobilier véreux et se tirer des pattes des gendarmes, avec la complicité de l'abbé Rouette.

## Fiche technique
- Titre : Amélie au pays des Bodin's
- Réalisation : Éric Le Roch
- Scénario : Éric Le Roch, Vincent Dubois et Jean-Christian Fraiscinet
- Musique : Alain Bernard
- Producteur  : Jean-Pierre Bigard et Pascal Verroust
- Pays de production :  France
- Tournage : Descartes (Indre-et-Loire)
- Langue : français
- Durée : 80 minutes
- Date de sortie : 5 avril 2010
- Date de sortie DVD : 6 septembre 2010

## Distribution
- Jean-Christian Fraiscinet : Christian Bodin
- Vincent Dubois : Maria Bodin
- Muriel Dubois : Claudine Bodin
- Rebecca Hampton : la princesse Bodin
- Jean-Pierre Bigard : le banquier
- Philippe Manesse : l'abbé Rouette
- Pierre Aucaigne : Momo
- Jean-Pierre Durand : Robert Zinzette
- Alex Pandev : Betty Glorke
- Xavier Letourneur : le promoteur
- Thierry Beccaro : François Becourt
- Hammou Graïa : l'adjudant-chef
- Serge Hazanavicius : le docteur Whatelse
- Isabelle Chenu : Madame Canu
- Nicole Avezard : une cliente du marché
- Thierry Liagre : Thutur
- Christèle Chappat : la gérante du bar

## Commentaires